# Mouvement nourdjou
Le mouvement nourdjou (en turc: Nur Cemaati ou Risale-i Nur hareketi)  est le nom d'un mouvement islamique turc né au début du XXe siècle, fondé sur les idées des Said Nursi.
Il constitue la base idéologique du mouvement Gülen.